# Dmitri Kruglov
Dmitri Kruglov, född 24 maj 1984 i Tapa, är en estländsk före detta fotbollsspelare. Han spelade bland annat 115 landskamper för Estlands landslag.
Dmitri Kruglov har spelat för bland annat Levadia Tallinn, Lokomotiv Moskva och Nefttji Baku. Han har vunnit Meistriliiga fyra gånger, tre med Levadia Tallinn och en med FCI Tallinn. Han avslutade karriären med klubben Maardu Linnameeskond.

## Meriter
Levadia Tallinn
- Meistriliiga: 2004, 2013, 2014
- Estländska cupen: 2004, 2005, 2014

Lokomotiv Moskva
- Ryska Supercupen: 2005

FCI Tallinn
- Meistriliiga: 2016